# Barry Jonsberg
Barry Jonsberg (* 1951 als Peter Jonsberg in Liverpool, Großbritannien) ist ein australischer Schriftsteller.
Jonsberg studierte von 1968 bis 1982 an der Universität Liverpool Englisch und Psychologie. Er schloss beide Studiengänge mit dem Master’s Degree ab. Von 1985 an arbeitete er als Lehrer. Nach einem Lotteriegewinn von 123.000 Pfund im Jahr 1998 zog Jonsberg mit seiner Frau und ihren beiden Kindern 1999 nach Australien. Die frühe Zeit dort beschreibt er als eine große Herausforderung, die sich aber letztendlich für die ganze Familie ausgezahlt habe. Er lebt heute zurückgezogen in Darwin im Northern Territory und konzentriert sich auf das Schreiben, gibt aber an, dass seine Zeit als Lehrer sowohl sein Schreiben als auch die Interaktion mit Kindern in Lesungen beeinflusst habe.

## Bibliographie
- The Whole Business with Kiffo and the Pitbull (2004)
  - Die Sache mit Kiffo und mir, Oetinger, Hamburg 2007.
- Crimes and Punishments of Miss Payne (2005)
- It's not all about YOU, Calma (2007)
  - Alles dreht sich nur um dich, übersetzt von Janka Panskus, illustriert von Kerstin Schürmann. Oetinger, Hamburg 2008.
- Am I Right or Am I Right ? (2007)
- Dreamrider (2008)
- Screamer (2008)
- Ironbark (2008)
- Cassie. Allen & Unwin, Sydney u. a. 2008.
  - Flieg so hoch du kannst!, übersetzt von Ursula Höfker. cbt, München 2015, ISBN 978-3-570-30964-3.
- Being Here (2011)
- My Life as an Alphabet (2013)
  - Das Blubbern von Glück, übersetzt von Ursula Höfker. cbj, München 2014, ISBN 978-3-570-16286-6.
- The City of Second Chances (2014)
- Game Theory. Allen & Unwin, Sydney u. a. 2016.
  - Das ist kein Spiel, übersetzt von Ursula Höfker. cbt, München 2020, ISBN 978-3-570-31326-8.
- A Song Only I Can Hear. Allen & Unwin, Sydney u. a. 2018.
  - Was so in mir steckt, übersetzt von Ursula Höfker. cbj, München 2019, ISBN 978-3-570-16553-9.
- Catch me if I fall. Allen & Unwin, Sydney u. a. 2020.
  - Der Riss in unserem Leben, übersetzt von Ursula Höfker. cbj, München 2022, ISBN 978-3-570-16636-9.

Pandora-Jones-Trilogie
- Pandora Jones (1): Admission. Allen & Unwin, Sydney u. a. 2014.
  - Pandora Jones (1). Heute beginnt das Ende der Welt, übersetzt von Bettina Obrecht. cbt, München 2020, ISBN 978-3-570-31104-2.
- Pandora Jones: Deception. Allen & Unwin, Sydney u. a. 2014.
  - Pandora Jones (2). Gestern ist noch nicht vorbei, übersetzt von Bettina Obrecht. cbt, München 2020, ISBN 978-3-570-31105-9.
- Pandora Jones: Reckoning. Allen & Unwin, Sydney u. a. 2017.
  - Pandora Jones (3). Morgen kommt vielleicht nie mehr, übersetzt von Bettina Obrecht. cbt, München 2020, ISBN 978-3-570-31106-6.

Blacky-Trilogie
- A Croc Called Capone (2009)
- Dog who Dumped on my Dooma (2010)
  - Ein knochenharter Job oder Wie ich half Gott zu retten, übersetzt von Alexa Hennig von Lange, illustriert von Peter Schössow, Oetinger, Hamburg 2010.
- Blacky Blasts Back: on the Tail of the Tassie Tiger (2010)

## Hörbuch
- Ein knochenharter Job, gesprochen von Oliver Rohrbeck
  - Audio-CD Oetinger 2010
  - eAudio Oetinger 2012

## Auszeichnungen
- Whole Business with Kiffo and the Pitbull nominiert für den Literaturpreis des Children’s Book Council of Australia
- 2008 Whole Business with Kiffo and the Pitbull nominiert für den LITERAturpreis
- 2006 It's not all about YOU, Calma ausgezeichnet mit South Australian Festival Award
- 2014 LovelyBooks Leserpreis in der Kategorie Kinderbuch für Das Blubbern von Glück